# Osiek Jasielski (gemeente)
De gemeente Osiek Jasielski is een landgemeente in het Poolse woiwodschap Subkarpaten, in powiat Jasielski.
De zetel van de gemeente is in Osiek Jasielski.
Op 30 juni 2004 telde de gemeente 5321 inwoners.

## Oppervlakte gegevens
In 2002 bedroeg de totale oppervlakte van gemeente Osiek Jasielski 60,47 km², waarvan:
- agrarisch gebied: 61%
- bossen: 28%

De gemeente beslaat 7,28% van de totale oppervlakte van de powiat.

## Demografie
Stand op 30 juni 2004:
| Omschrijving                   | Totaal | Totaal | Vrouwen | Vrouwen | Mannen | Mannen |
| ------------------------------ | ------ | ------ | ------- | ------- | ------ | ------ |
| eenheid                        | aantal | %      | aantal  | %       | aantal | %      |
| inwoners                       | 5321   | 100    | 2677    | 50,3    | 2644   | 49,7   |
| bevolkingsdichtheid (inw./km²) | 88     | 88     | 44,3    | 44,3    | 43,7   | 43,7   |

In 2002 bedroeg het gemiddelde inkomen per inwoner 1196,99 zł.

## Administratieve plaatsen (sołectwo)
Czekaj, Mrukowa, Osiek Jasielski, Pielgrzymka, Samoklęski, Świerchowa, Załęże, Zawadka Osiecka.

## Aangrenzende gemeenten
Dębowiec, Krempna, Nowy Żmigród, Sękowa
- Virtual International Authority File: 307488087